# Rumex lousleyi
Rumex lousleyi är en slideväxtart som beskrevs av D.H. Kent. Rumex lousleyi ingår i släktet skräppor, och familjen slideväxter. Inga underarter finns listade i Catalogue of Life.